# VTT cross-country masculin aux Jeux olympiques d'été de 2016
Navigation
Londres 2012 Tokyo 2020
Le VTT cross-country masculin, épreuve des Jeux olympiques d'été de 2016, a lieu le 21 août 2016. 
L'épreuve est remportée par le favori Nino Schurter devant Jaroslav Kulhavý et Carlos Coloma tandis que le double champion olympique Julien Absalon termine seulement à la 8e place.

## Programme
L'horaire correspond à l'UTC-3.
| Date                  | Horaire | Manche |
| --------------------- | ------- | ------ |
| Dimanche 21 août 2016 | 12 h 30 | Finale |

## Participants

### Favoris
Les grands favoris à la victoire sont le champion du monde en titre Nino Schurter et Jaroslav Kulhavý, le tenant du titre olympique de 2012. Le Français Julien Absalon, champion olympique en 2004 à Athènes et en 2008 à Pékin fait figure d'outsider ainsi que le Slovaque Peter Sagan, champion du monde sur route 2015,. 
Sagan n'a pas participé à la course sur route, jugeant le parcours trop sélectif pour lui. Il a pratiqué le VTT dans sa jeunesse, devenant notamment champion du monde junior en 2008.

### Liste complète
1re ligne

01 Jaroslav Kulhavý  Tchéquie

02 Julien Absalon  France

03 Nino Schurter  Suisse

04 Maxime Marotte  France

05 Victor Koretzky  France

06 David Valero Serrano  Espagne

07 Marco Aurelio Fontana  Italie

08 Carlos Coloma  Espagne

2e ligne

09 Catriel Soto  Argentine

10 Henrique Avancini  Brésil

11 Daniel McConnell  Australie

12 Simon Andreassen  Danemark

13 Mathias Flückiger  Suisse

14 Luca Braidot  Italie

15 Ondřej  Cink  Tchéquie

16 José Antonio Hermida  Espagne

3e ligne

17 Manuel Fumic  Allemagne

18 Anton Sintsov  Russie

19 Samuel Gaze  Nouvelle-Zélande

20 David Rosa  Portugal

21 Alexander Gehbauer  Autriche

22 Kohei Yamamoto  Japon

23 Rudi van Houts  Pays-Bas

24 Tiago Jorge Oliveira Ferreira  Portugal

4e ligne

25 Jan Škarnitzl  Tchéquie

26 James Reid  Afrique du Sud

27 Dimítrios Antoniádis  Grèce

28 Shlomi Haimy  Israël

29 Lars Forster  Suisse

30 Raphaël Gagné  Canada

31 Jhonnatan Botero Villegas  Colombie

32 Grant Ferguson  Royaume-Uni

5e ligne

33 Howard Grotts  États-Unis

34 András Parti  Hongrie

35 Ruben Scheire  Belgique

36 Leandre Bouchard  Canada

37 Andrea Tiberi  Italie

38 Moritz Milatz  Allemagne

39 Rubens Valeriano  Brésil

40 Jens Schuermans  Belgique

6e ligne

41 Andrey Fonseca  Costa Rica

42 Alan Hatherly  Afrique du Sud

43 Scott Bowden  Australie

44 Phetetso Monese  Lesotho

45 Nathan Byukusenge  Rwanda

46 Chun Hing Chan  Hong Kong

48 Wang Zhen  Chine

49 Peter Lombard II  Guam

7e ligne

50 Peter Sagan  Slovaquie

## Résultats
| Rang | Cycliste                  | Pays     | Temps            |
| ---- | ------------------------- | -------- | ---------------- |
| 1    | Nino Schurter             | Suisse   | 1:33:28          |
| 2    | Jaroslav Kulhavý          | Tchéquie | 1:34:18 (+00:50) |
| 3    | Carlos Coloma             | Espagne  | 1:34:51 (+01:23) |
| 4    | Maxime Marotte            | France   | 1:35:01 (+01:33) |
| 5    | Jhonnatan Botero Villegas | Colombie | 1:35:44 (+02:16) |
| 6    | Mathias Flückiger         | Suisse   | 1:35:52 (+02:24) |
| 7    | Luca Braidot              | Italie   | 1:36:25 (+02:57) |
| 8    | Julien Absalon            | France   | 1:36:43 (+03:15) |
| 9    | David Valero              | Espagne  | 1:37:00 (+03:32) |
| 10   | Victor Koretzky           | France   | 1:37:27 (+03:59) |